# Cravant (Loiret)
Cravant ist eine Gemeinde in Frankreich mit 951 Einwohnern (Stand: 1. Januar 2022) im Département Loiret in der Region Centre-Val de Loire. Cravant gehört zum Arrondissement Orléans und zum Kanton Beaugency. Die Einwohner werden Cravantais genannt.

## Lage
Cravant liegt etwa 26 Kilometer südwestlich von Orléans. Umgeben wird Cravant von den Nachbargemeinden Villermain im Norden und Nordwesten, Baccon im Nordosten, Le Bardon im Osten, Messas im Südosten, Villorceau im Süden, Josnes im Südwesten sowie Lorges im Westen.

## Bevölkerungsentwicklung
| Jahr                       | 1962 | 1968 | 1975 | 1982 | 1990 | 1999 | 2006 | 2018 |
| Einwohner                  | 767  | 734  | 711  | 780  | 784  | 833  | 925  | 966  |
| Quellen: Cassini und INSEE |      |      |      |      |      |      |      |      |

## Sehenswürdigkeiten
- Kirche Saint-Martin aus dem 13. Jahrhundert, seit 2000 Monument historique
- Pfarrhaus von 1901
- Schloss Laie, Anfang des 19. Jahrhunderts erbaut

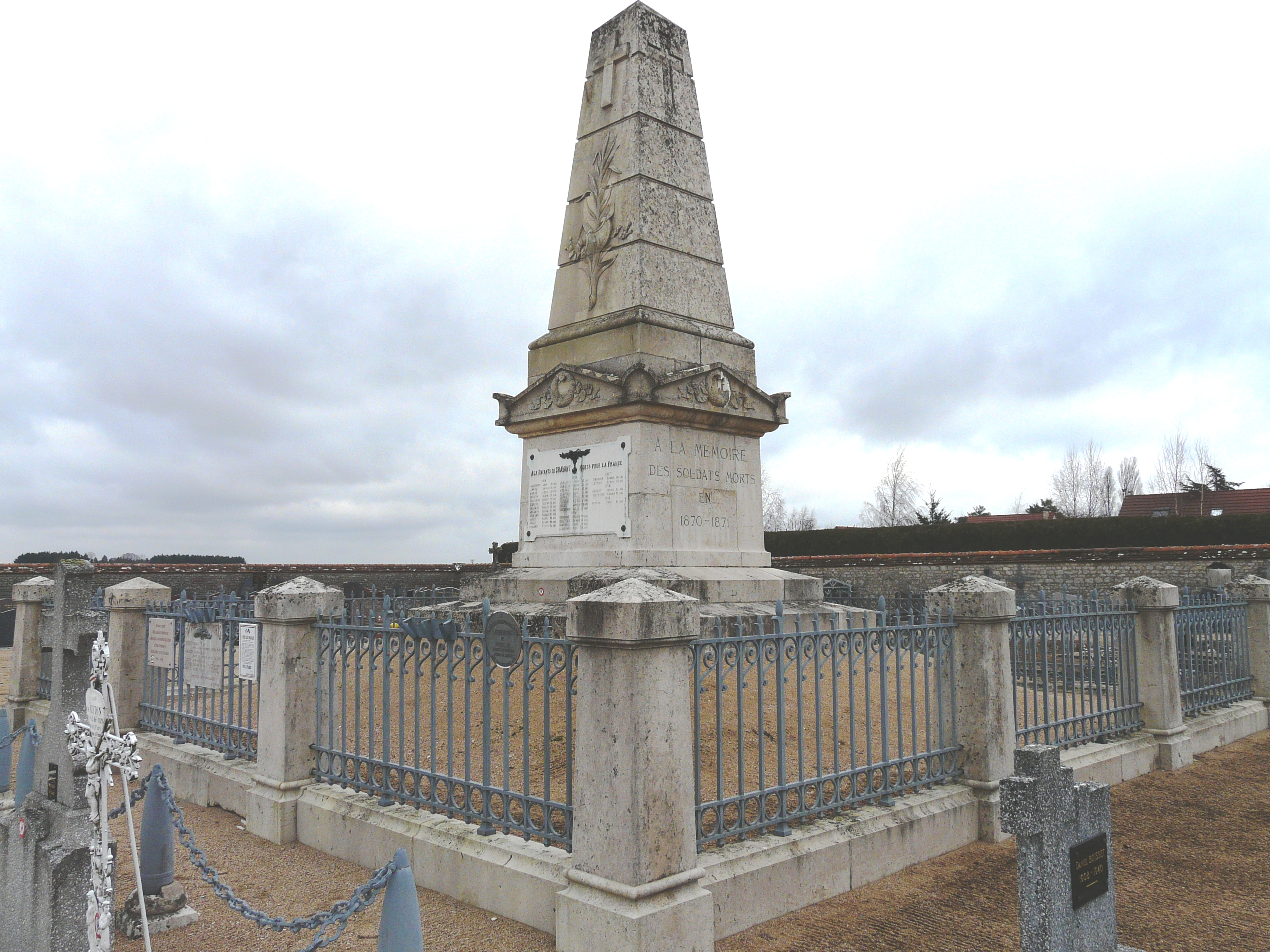
Gefallenendenkmal